# Atopodentatus
Atopodentatus Cheng et al., 2014 (il cui nome significa "dentatura atipica") è un genere estinto di rettile marino, forse un primitivo sauropteryge, vissuto agli inizi del Triassico medio, circa 240 milioni di anni fa, nella Provincia di Yunnan, nel sud-ovest della Cina. L'unica specie ascritta al genere è Atopodentatus unicus. Questo animale visse circa sei milioni di anni dopo l'estinzione di massa del Permiano, e al contrario di molti altri rettili marini che si cibavano di pesce e invertebrati, l'Atopodentatus sembra aver avuto una dieta erbivora.
L'animale è conosciuto per una scheletro quasi completo e provvisto della metà sinistra del cranio, fossile ritrovato nei pressi del villaggio di Daaozi, Yunnan, Cina. Il suo nome scientifico deriva dall'errata identificazione del suo cranio che a causa del suo cattivo stato di fossilizzazione ha fatto supporre agli scienziati che la mascella dell'animale fosse divisa verticalmente e che ai lati delle due parti vi fossero una serie di denti che davano alla bocca dell'animale l'aspetto di una "cerniera". Tuttavia nel 2016, grazie al ritrovamento di due teschi fossili scoperti, l'anatomia del cranio è stata completamente ridisegnata nel modo corretto: il muso dell'animale aveva infatti più la forma di un martello o di una pala.

## Etimologia
Il nome del genere, Atopodentatus, deriva dal greco antico Atopos/άτοπος, che significa "atipico, strano, stravagante, assurdo, eccentrico, disturbare", unito alla parola latina dentatus, "dentato", riferendosi alla forma e alla disposizione dei denti piuttosto insolita. Il nome specifico, unicus, rafforza l'unicità della morfologia del rettile.

## Descrizione
L'Atopodentatus era un classico rettile marino dotato di un corpo allungato che poteva raggiungere i 3 metri (9,8 piedi), una lunga coda a pagaia, quattro forti zampe munite di piedi, collo di moderata lunghezza e una testa appiattita e dal muso a forma di spatola. Il tutto fa pensare che questo animale fosse ben adattato alla vita acquatica o semi-acquatica.
Al momento della scoperta la caratteristica dell'animale che fece più scalpore fu il suo cranio: deformato dalla fossilizzazione il cranio si presentava con la mascella dell'animale divisa verticalmente e che ai lati delle due parti vi fossero una serie di denti che davano alla bocca dell'animale l'aspetto di una "cerniera". Tuttavia nel 2016, grazie al ritrovamento di due teschi fossili scoperti, l'anatomia del cranio è stata completamente ridisegnata nel modo corretto: il muso dell'animale aveva infatti più la forma di un martello o di una pala. Tale nuova struttura, oltre ad essere molto più realistica, è perfettamente concerne ad uno stile di vita erbivoro con una bocca perfetta per raccogliere le alghe dal fondale marino. Un adattamento molto simile si è riscontrato nel dinosauro Nigersaurus dell'Nordafrica del Cretaceo.

## Paleoecologia
Prima della scoperta dei due crani nel 2016, si pensava che la strana dentatura dell'Atopodentatus venisse usata come un filtro per filtrare il cibo dall'acqua come piccoli invertebrati lungo il fondale marino. L'anatomia degli arti dell'animale hanno dimostrato che esso poteva tranquillamente camminare sulla terra ferma nelle piane di marea, che costituivano il suo habitat. Il ritrovamento del 2016, ha rivelato che con tutta probabilità l'Atopodentatus si nutriva di alghe sui bassi fondali marini, divenendo così il secondo rettile erbivoro marino fossile conosciuto dopo lo sphenodontiano Ankylosphenodon. Tuttavia rispetto a quest'ultimo, l'Atopodentatus è più antico di circa 8 milioni di anni.